# Duchowy Gangster
Duchowy Gangster – album studyjny polskiego rapera Bosskiego Romana. Album ukazał się 31 sierpnia 2018 roku nakładem wytwórni muzycznej: Universal Music Polska. Produkcją nagrań zajęli się: P.A.F.F., Ive, Johnny Beats oraz 5ZYM. Natomiast gościnnie na płycie udzielił się Młody Bosski. Na płycie można znaleźć dużo brzmień ulicznych, oldschoolowe bity z elementami funku czy jazzu, czy żywych instrumentów, ale także dużo świeżości z cloudowym, trapowym i triphopowym zacięciem. 

## Lista utworów
Opracowano na podstawie materiału źródłowego.
1. Jeden Jedyny (produkcja: P.A.F.F.)
2. Duchowy Gangster (produkcja: P.A.F.F.)
3. Jedno Życie Masz (produkcja: P.A.F.F. & 5ZYM)
4. Terefere (produkcja: P.A.F.F.)
5. Na Przypale (produkcja: Johnny Beats)
6. Wózek Pełen (produkcja: Ive)
7. Nikomu Z Niczego (produkcja: Ive)
8. Niepewność Kluczem Sukcesu (gościnnie: Młody Bosski) (produkcja: P.A.F.F.)
9. Zawartość Wartości (produkcja: 5ZYM)
10. Zmiany (produkcja: Johnny Beats)
11. Instrukcja Obsługi Życia (produkcja: P.A.F.F.)
12. Gdzieś Pośrodku Kochanie (produkcja: Johnny Beats)
13. Właściwa Droga (produkcja: P.A.F.F.)
14. Ucisz Dręczyciela (produkcja: P.A.F.F.)
15. Gang Bang (produkcja: P.A.F.F.)
16. Kolejna Wyprawa Nocna (produkcja: Johnny Beats)